# 索维尔
索维尔（法語：Sauville，法語發音：[sovil] ⓘ）是法国大東部大區孚日省的一个市镇，属于讷沙托区。

## 地理
索维尔（48°9'41"N, 5°44'0"E）面积14.38 平方千米，位于法国大東部大區孚日省，该省份为法国东北部内陆省份，北起默兹省和默尔特-摩泽尔省，西接上马恩省，南至上索恩省和贝尔福地区省，东临上莱茵省和下莱茵省。
与索维尔接壤的市镇（或旧市镇、城区）包括：圣旺莱帕雷、布莱万库尔、马蒂尼莱班、罗贝库尔、拉瓦什雷斯和拉鲁伊、维洛特、弗雷库尔。

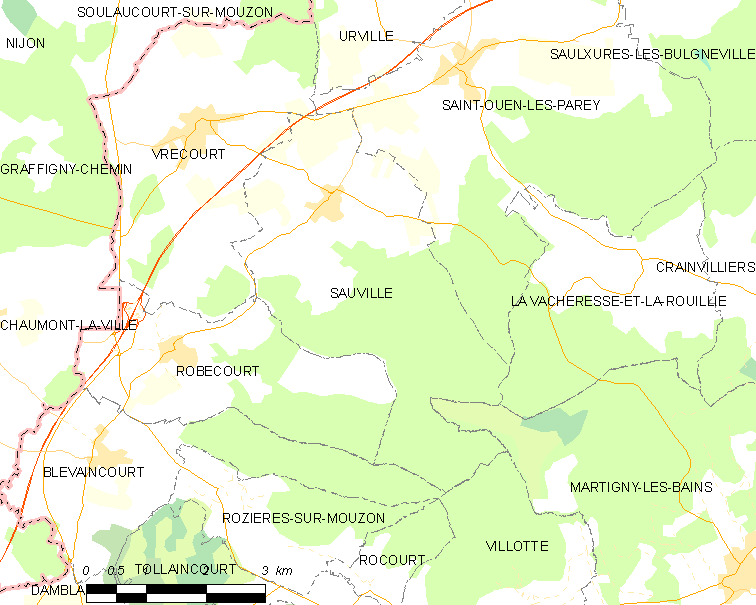
索维尔的OSM定位图

索维尔的时区为UTC+01:00、UTC+02:00（夏令时）。

## 行政
索维尔的邮政编码为88140，INSEE市镇编码为88448。

## 政治
索维尔所属的省级选区为维泰勒县。

## 人口

1962-2008年间索维尔人口变化图示

索维尔于2022年1月1日时的人口数量为169人。